# Paulina Wagner
Paulina Wagner (* 2. Mai 1997 in Kamp-Bornhofen) ist eine deutsche Schlagersängerin und DSDS-Teilnehmerin.

## Leben
Wagner, für die Singen nach eigenen Angaben schon als Kind ein wichtiger Teil ihres Lebens war, spielte als Studentin in mehreren Coverbands. 2020 nahm sie an der 17. Staffel der Castingshow Deutschland sucht den Superstar teil, wo sie das Finale erreichte. Noch im selben Jahr nahm Telamo Wagner unter Vertrag, wo sie bislang vier Singles sowie das Album Vielleicht verliebt veröffentlichte.
2022 erwarb Paulina Wagner in Köln einen Abschluss in Journalistik und Unternehmenskommunikation. 